# يو إف سي 207
يو إف سي 207: نونيز ضد روزي (بالإنجليزية: UFC 207: Nunes vs. Rousey)‏ هو حدث لفنون القتال المختلطة نظمته يو إف سي، أُقيم في 30 ديسمبر 2016، على تي موبايل أرينا في بارادايس، نيفادا، الولايات المتحدة.